# Sinagoga din Lisabona

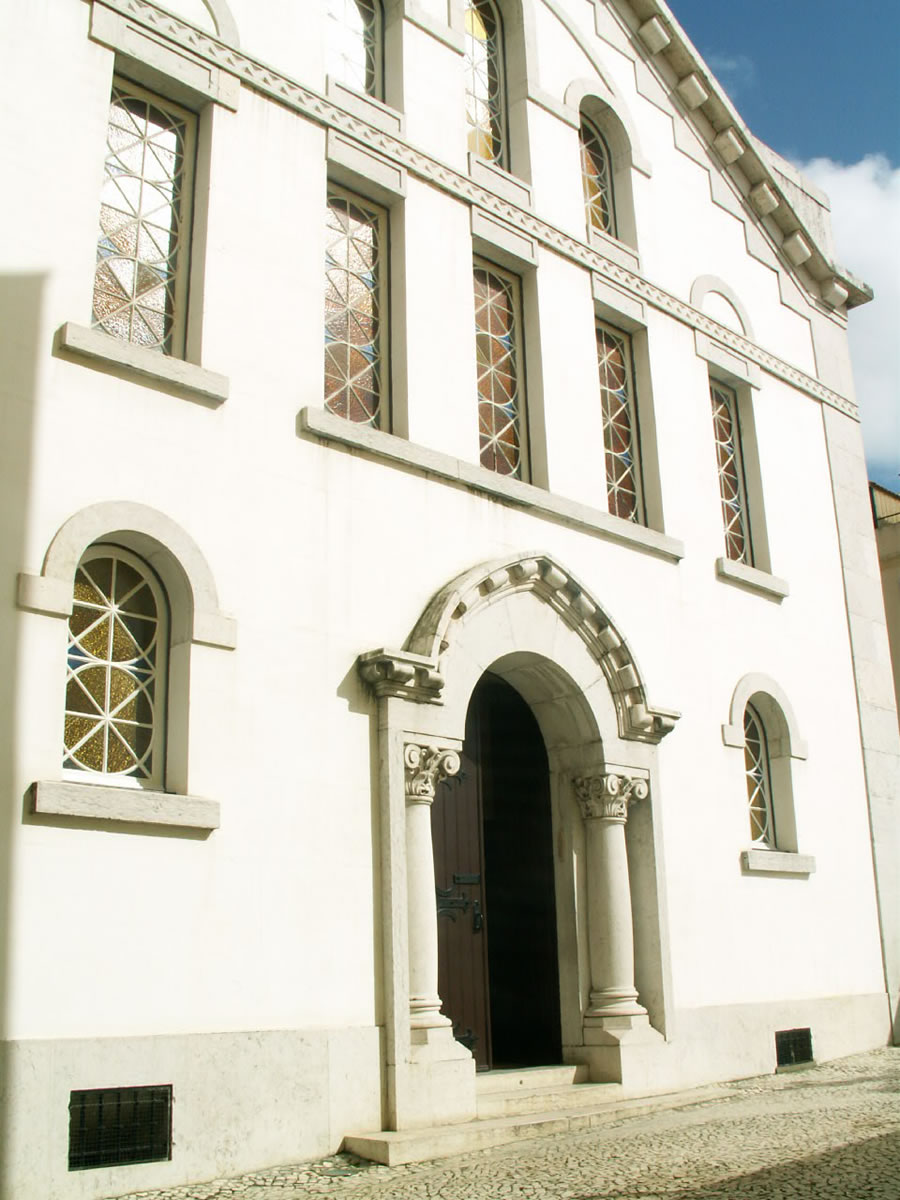
Sinagoga din Lisabona.

Sinagoga din Lisabona (port. Sinagoga Shaaré Tikva) este un lăcaș de cult evreiesc din Lisabona, Portugalia. Ea a fost construită între anii 1902-1904. Ea a fost fondată în 1904.